# میمونک

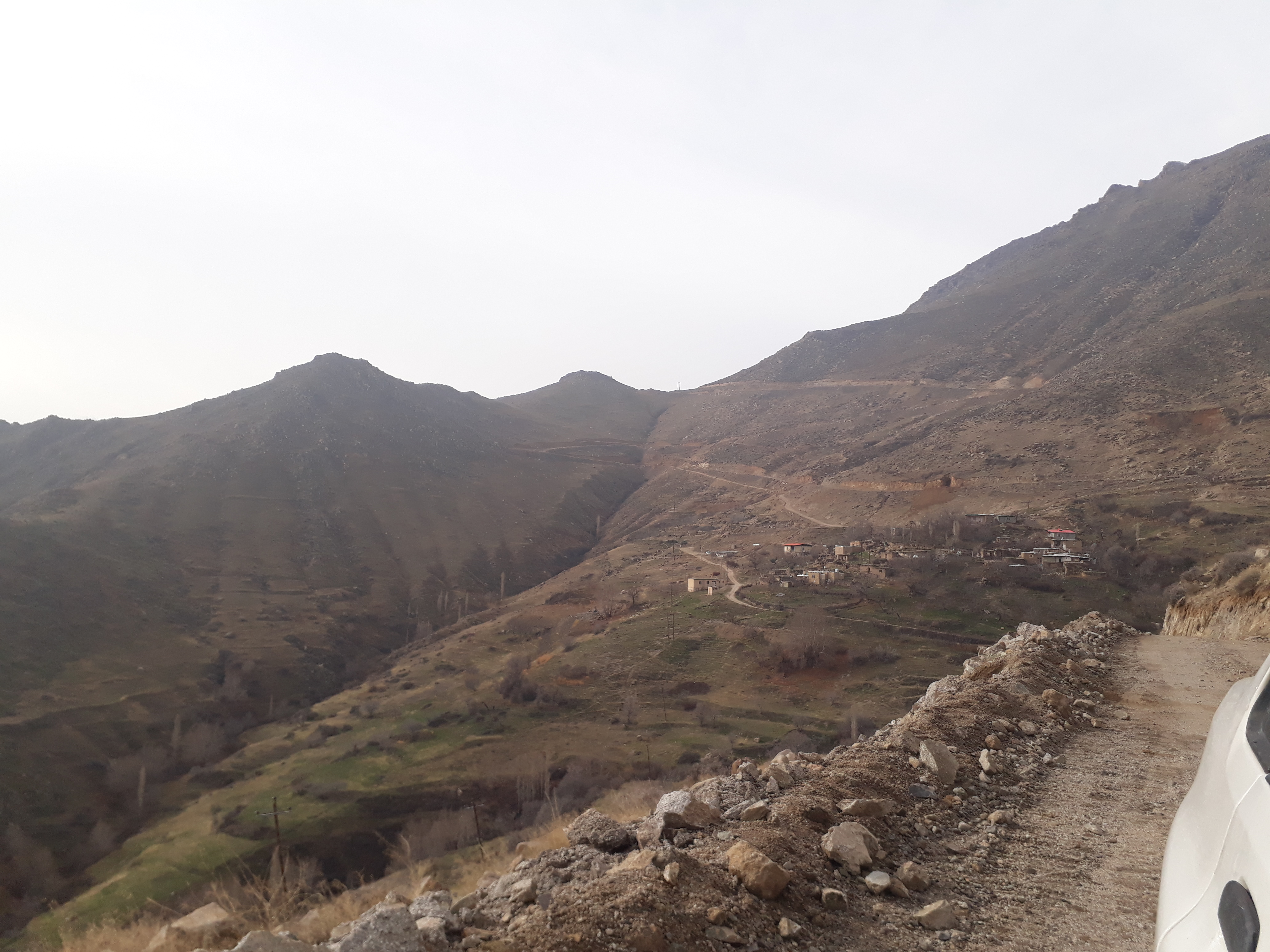

## قرارگیری
میونک، روستایی از توابع بخش طارم سفلی شهرستان قزوین در استان قزوین ایران است.
این روستا به جهت قرارگیری مابین دو استان زنجان و قزوین به میونک نام دارد که از قدیم به اشتباه میمونک نام گرفته است.
روستای میونک (اوجاقلار) در ۱۵۵ کیلومتری استان قزوین و ۵۷ کیلومتری شهر منجیل قرار دارد و مسیر ارتباطی این روستا ابتدا از شهر گیلوان سپس به جاده آلتین کش منتهی میگردد و به سمت روستای شیزر و دیزجین ختم میشود.
این روستا به جهت قرارگیری از سمت غرب و جنوب غربی به روستای شیزر و دیزجین، شمال شرقی به روستای بابا و از قسمت جنوب شرقی به روستای چوبه در مختصات قرار دارد.
کیفیت سطحی جاده از شهر آلتین کش تا روستای بابا از روکش آسفالت(درجه ۲) برخوردار می باشد اما در ادامه مسیر جاده خاکی کوهستانی میباشد.

## پوشش گیاهی
پوشش گیاهی کوههای اطراف شامل موارد زیادی از گیاهان داروئی و خوراکی می‌باشد. گیاه گون که برای تهیه کتیرا استفاده می‌شود و نیز آویشن (کهلیگ اوتو) و ( تنگز ) و هچنین سبزیجاتی چون تره کوهی ، کنگر ، سیرک ، والک، چای کوهی(توکلوجه) و غازیاغی در این کوهها به وفور یافت می‌شود.برداشت بی رویه بعضی از اهالی روستا( به منظور کسب درآمد ) از این گیاهان باعث کاهش و یا تخریب پوشش گیاهی اطراف روستا شده است. این گیاه‌ها به دلیل استفاده های گوناگون در پخت و پز و دمنوش و خواص های دارویی فراوانی که دارند نقش اصلی را در جذب ساکنان مناطق شهری به روستا در این منطقه ایفا میکنند.

## شکار غیر مجاز
کوهستانی بودن منطقه شرایط مناسبی برای زندگی جاندارانی مانند کبک ، گراز ، بز کوهی ، پلنگ ، گرگ ، خرس قهوه‌ای ، شاهین ، عقاب ، روباه ، شغال، لاک‌پشت، جوجه تیغی(تشی)، انواع مار ، خرگوش و ... در منطقه فراهم آورده‌ است.
متاسفانه در سالهای گذشته به دلیل شکار های غیر مجاز از طرف شکارچیان و همچنین استفاده از اسلحه های غیر مجاز و غیر قانونی در منطقه محافظت شده طارم سفلی، حتی با وجود کنترل لحظه به لحظه محیط بانان زحمتکش این منطقه در سراسر این زیست بوم ، نسل باقی مانده از این جانوران به خصوص کبک و بز کوهی در منطقه رو به نابودی می باشد و حیات وحش این منطقه را به شدت تهدید و مورد تاثیر قرار داده لیکن منقرض شدن نسل این حیوانات دور از انتظار نیست.

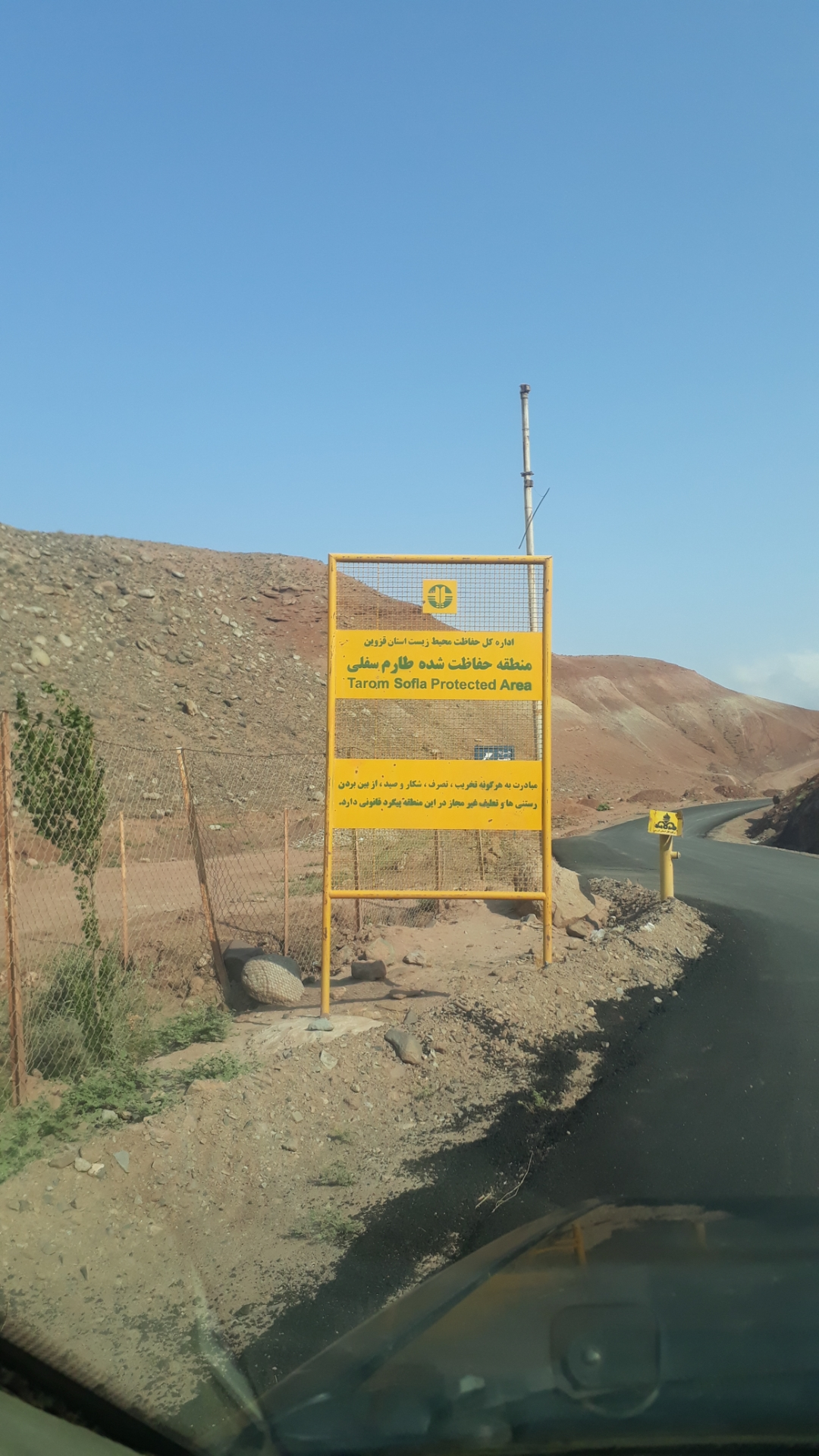
محیط زیست طارم

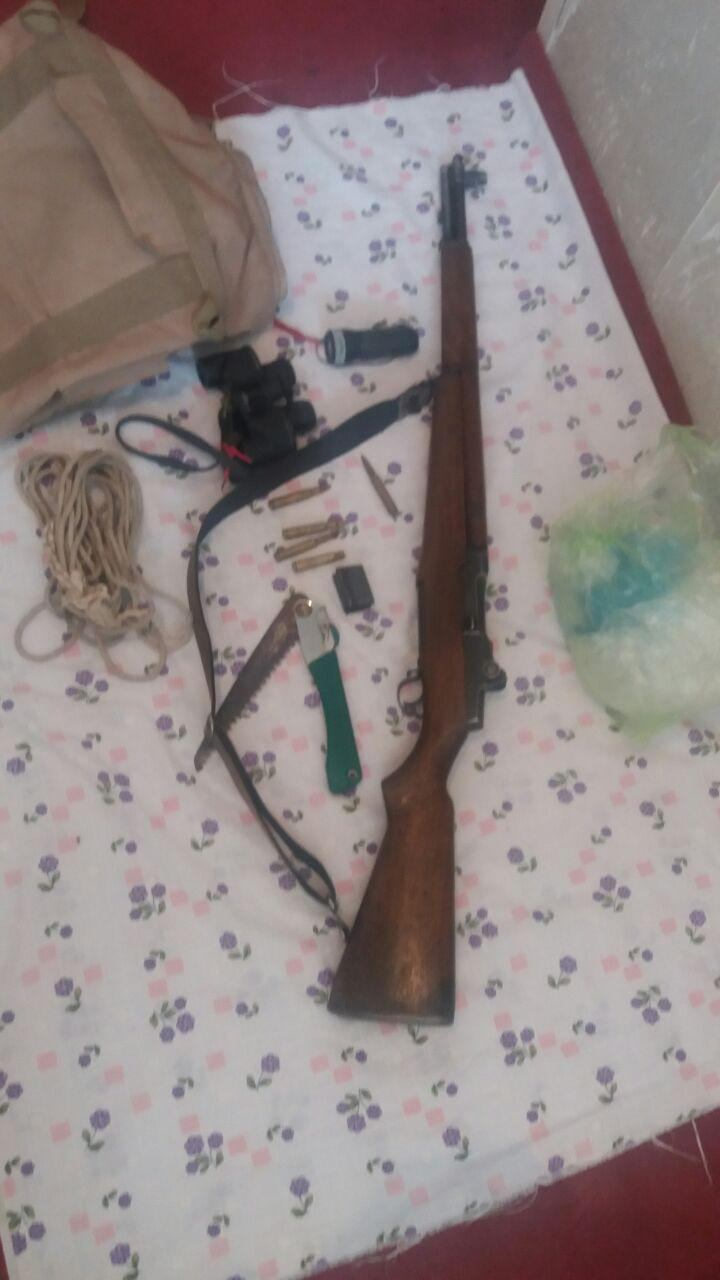
شکار غیر مجاز

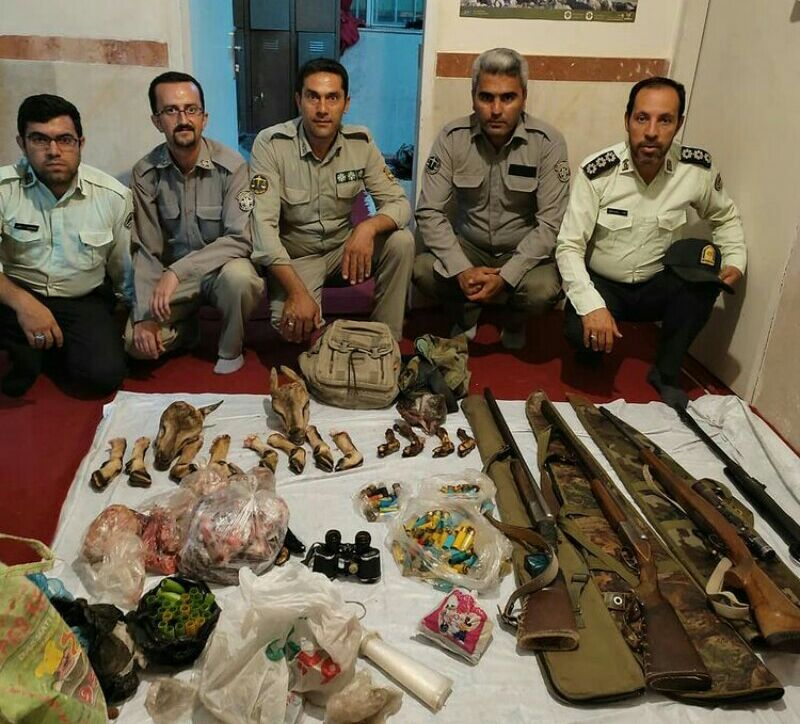
محیط بانان نمونه

- 

## محصول
از محصولات این روستا می توان به گردو، توت، آلبالو، انواع گلابی، ازگیل، انجیر، انگور و ... نام برد.

## جمعیت
این روستا جزو بخش طارم سفلی به مرکزیت سیردان و دهستان خندان می باشد و بر اساس سرشماری مرکز آمار ایران سرشماری عمومی نفوس و مسکن  ۱۳۹۵  در سال ۱۳۹۵ ،تعداد ۱۲ خانوار در این روستا ثبت گردیده و جمعیت آن ۳۴ نفر بوده‌است.

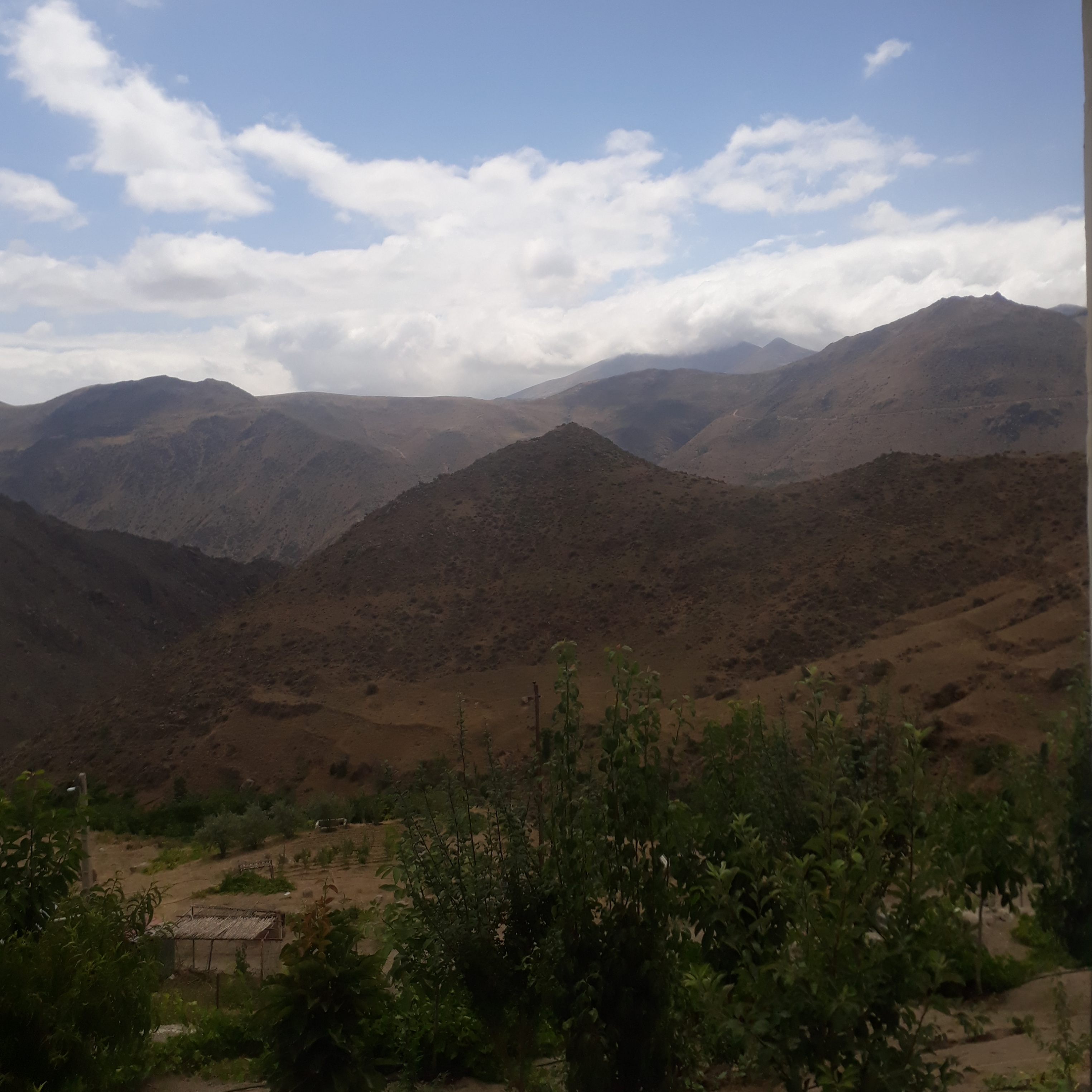

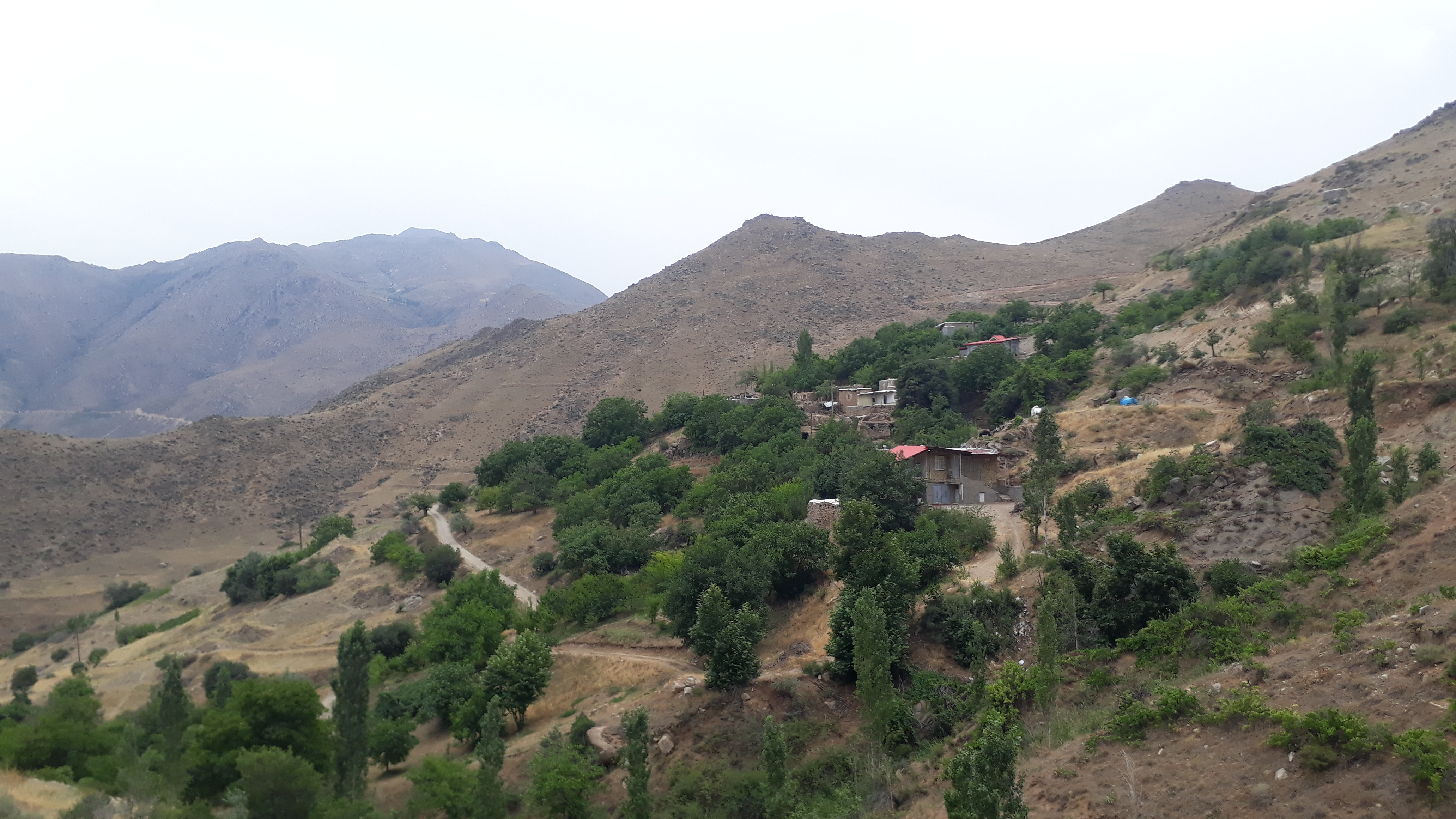

## سکونت
سکونت عمده اهالی این روستا  بیشتر به صورت فصلی و موقت است که در فصل های بهار ، تابستان و ابتدای پائیز می باشد و پس از پایان برداشت میوه و دیگر محصولات به محل سکونت شهری خود نقل مکان می کنند.
روستای اوجاق‌لار به تازگی روزها رنگ‌ آبادانی و  مهاجرت شهر به روستا را به خودت گرفته است.در این روستا علاوه بر زبان ترکی آذربایجانی که زبان اصلی مردم است
زبان زرگری نیز به عنوان زبان دوم  رواج دارد.در قدیم  الایام شغل اصلی  اهالی مارگیری بود.
کنیه مارگیران  در استان قزوین منسوب به این روستا می‌باشد.
طبق آخرین آمار جمعیت این روستا به ۱۳ خانوار رسیده است.

## آثار
یکی از آثار ملی این روستا تپه چراغخانه می باشد.
این اثر در تاریخ ۲۸ فروردین ۱۳۸۰ با شمارهٔ ثبت ۳۷۲۸ به‌عنوان یکی از آثار ملی ایران به ثبت رسیده است.
اما متاسفانه در سال های اخیر به دلیل باستانی بودن این تپه مورد تخریب واقع گردیده است.

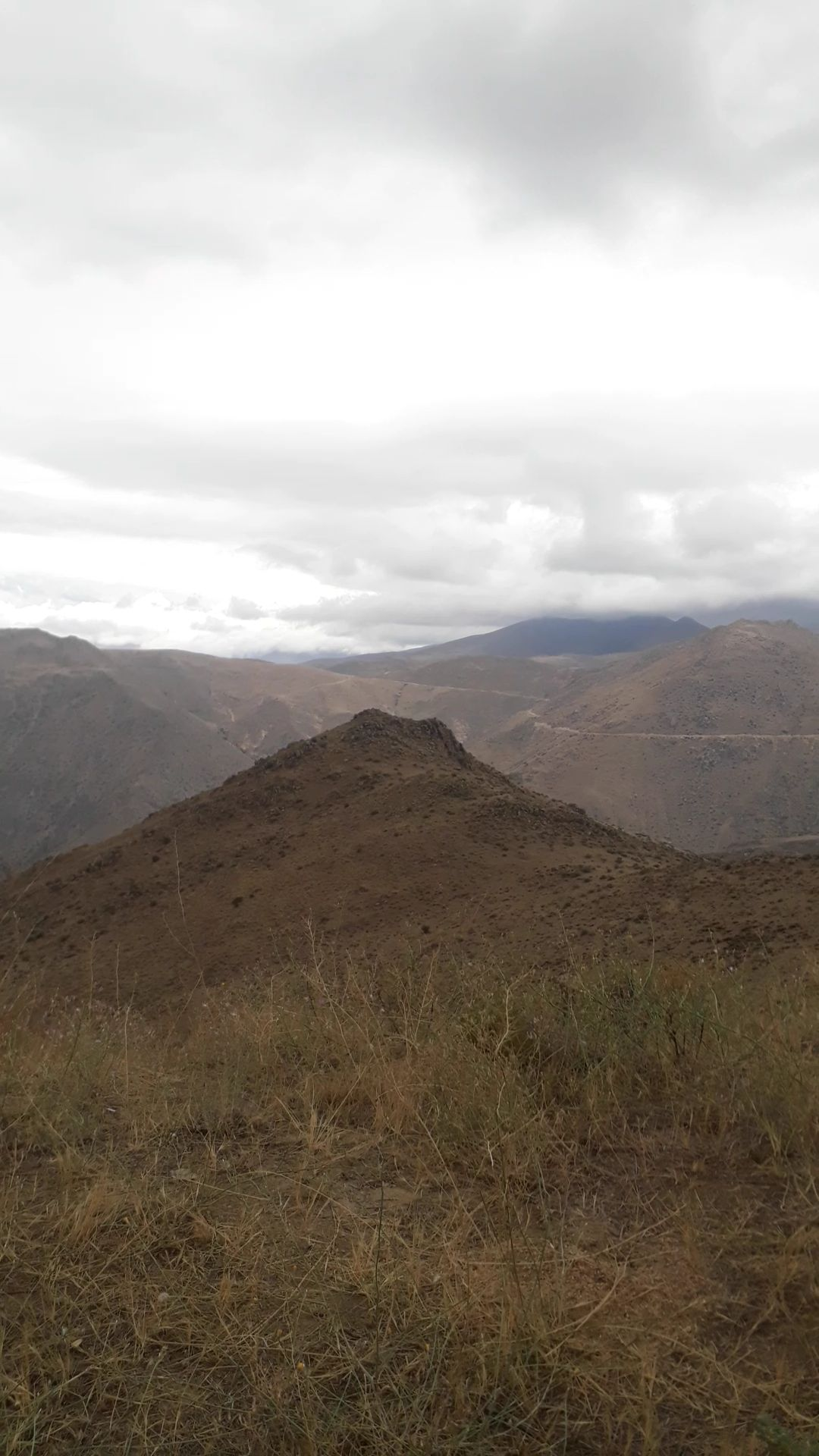
تپه چراغخانه